# Espeletia
Espeletia é um género botânico pertencente à família Asteraceae.